# Kelso, New South Wales
Kelso är en ort i Australien. Den ligger i kommunen Bathurst Regional och delstaten New South Wales, i den sydöstra delen av landet, omkring 160 kilometer väster om delstatshuvudstaden Sydney. Antalet invånare är 6 298.
Närmaste större samhälle är Bathurst, nära Kelso.
Trakten runt Kelso består till största delen av jordbruksmark. Runt Kelso är det ganska tätbefolkat, med 129 invånare per kvadratkilometer. Genomsnittlig årsnederbörd är 932 millimeter. Den regnigaste månaden är februari, med i genomsnitt 172 mm nederbörd, och den torraste är oktober, med 38 mm nederbörd.